# آندرانومبائو
آندرانومبائو (انگلیسی: Andranombao) یک شهرک در ماداگاسکار است.